# Annunziataorden

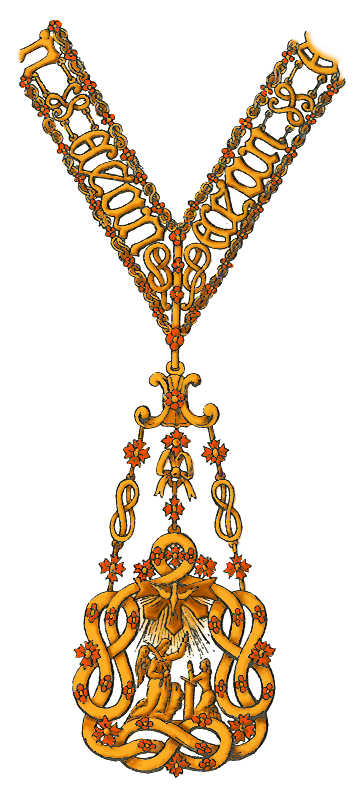
Ordens kragmärke, som skildrar Marie bebådelse, bärs på festdagen vid Jungfru Marie bebådelsedag.

Annunziataorden (italienska: Ordine Supremo della Santissima Annunziata), är en italiensk orden, instiftad 1364 av Amadeo VI av Savojen. Den var den förnämsta utmärkelsen i Kungariket Italien men upphörde som en nationell orden när riket blev en republik 1946. Idag fortsätter den som en dynastisk orden och lyder under ledaren för Huset Savojen, Viktor Emanuel, prins av Neapel, som är ordens ärftlige härskare och stormästare.